# Bernard-Pierre Lehault
Bernard Pierre Lehault est un homme politique français né le 14 février 1752 à Beaumont-sur-Sarthe (Sarthe) et décédé le 31 décembre 1827 à Mamers (Sarthe).

## Biographie
Juge, puis receveur du district de Mamers, il est élu suppléant à la Convention et admis à siéger le 16 pluviôse an II. Il passe au Conseil des Anciens le 22 vendémiaire an IV. Favorable au coup d'État du 18 Brumaire, il est adjoint au maire de Mamers en 1800 et juge au tribunal civil de la ville, devenant président en fin de carrière. Il prend sa retraite en 1816.

## Sources
- « Bernard-Pierre Lehault », dans Adolphe Robert et Gaston Cougny, Dictionnaire des parlementaires français, Edgar Bourloton, 1889-1891 [détail de l’édition]